# Жмудь (село)
Жмудь (Жмудзь, пол. Żmudź) — село в Польщі, у гміні Жмудь Холмського повіту Люблінського воєводства. Населення — 764 особи (2011).

## Історія
1440 року вперше згадується православна церква в селі. Близько 1753 року в селі зведено нову дерев'яну греко-католицьку церкву.
За даними етнографічної експедиції 1869—1870 років під керівництвом Павла Чубинського, у селі здебільшого проживали греко-католики, які розмовляли українською мовою. У 1872 році до місцевої греко-католицької парафії належало 440 осіб українців.
У 1943 році в селі проживало 394 українці та 91 поляк; на сусідній однойменній колонії — 197 поляків і 19 українців. 1944 року польські шовіністи вбили в селі 3 українців. 24 березня 1945 року невстановлені озброєні бандити убили в селі 2 українців і пограбували усіх українських селях.
У 1975—1998 роках село належало до Холмського воєводства.

## Населення
Демографічна структура станом на 31 березня 2011 року:
|          | Загалом | Допрацездатний вік | Працездатний вік | Постпрацездатний вік |
| -------- | ------- | ------------------ | ---------------- | -------------------- |
| Чоловіки | 363     | 68                 | 268              | 27                   |
| Жінки    | 401     | 91                 | 237              | 73                   |
| Разом    | 764     | 159                | 505              | 100                  |

## Дерев'яна церква Воздвиження 1753 року

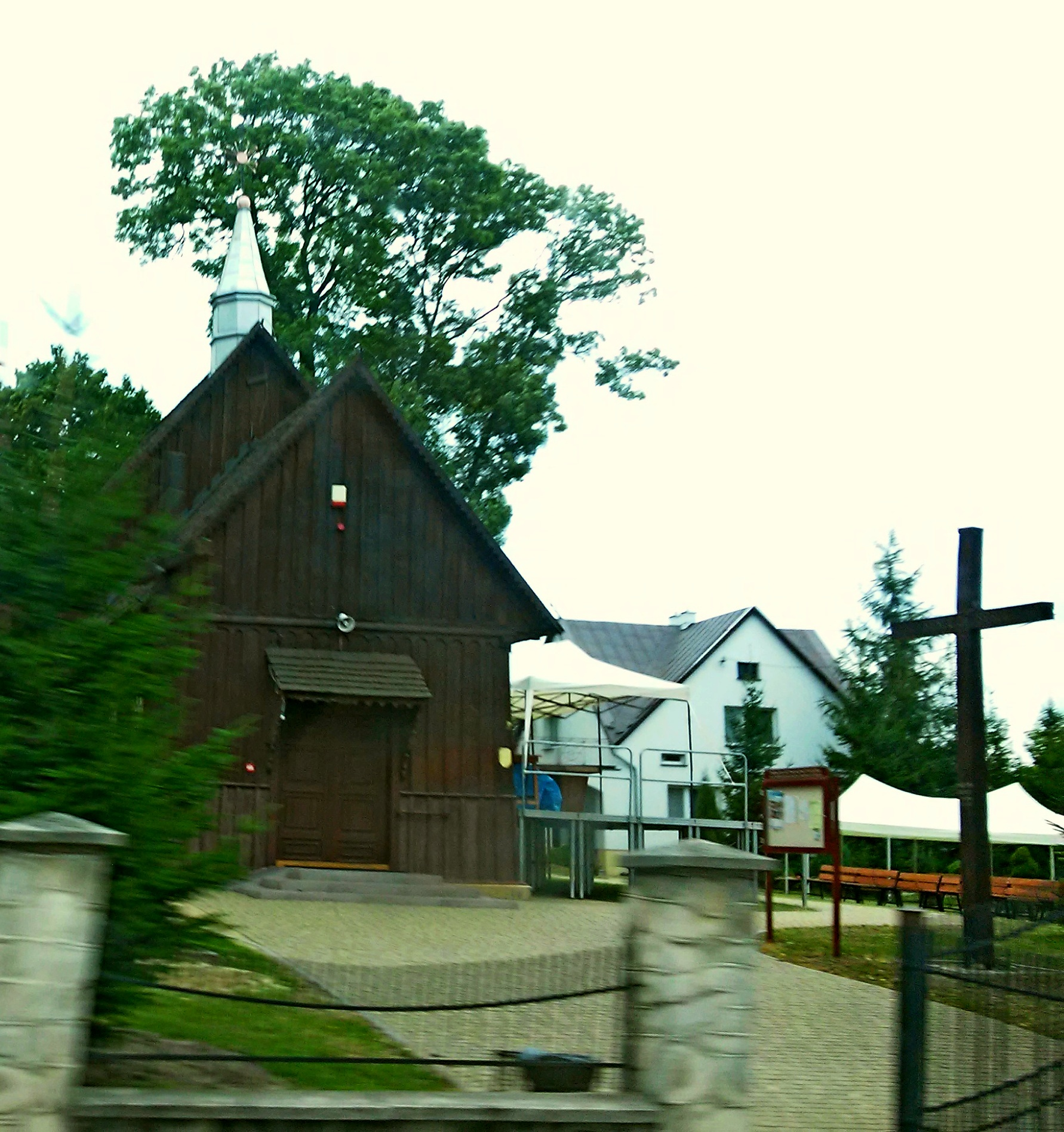
Дерев'яна церква Воздвиження в с. Жмудь. Наразі римо-католицький костел.

Розташована на рівній ділянці в центрі села. Дерев'яна зрубна будівля, повернена вівтарем на захід. Складається з прямокутної нави, до якої зі сходу прилягає квадратовий вужчий бабинець, а з заходу — вужчий гранчастий в плані вівтар з прямокутною захристією з півночі. Нава вкрита двосхилим етернітовим дахом, гребінь якої вінчає новіша вежечка-сиґнатурка. Нижчі двосхилий дах бабинця та п'ятисхилий вівтаря криті ґонтами. Стіни церкви шальовані вертикально дошками, стягнені лисицями. В інтер'єрі приміщення перекриті стелями. При східній стіні нави розташовані хори, оперті на два стовпи. Збереглася частина вистрою і фрагменти іконостасу XVIII-XIX ст. Поряд розташована двоярусна стовпова дзвіниця з дзвоном 1643 р., зведена у середині XIX ст.
Діяла і під час Другої світової війни. Після виселення українців під час акції «Вісла», у 1948 р. перетворена на костел. У 1960 р. церква і дзвіниця відреставровані.

## Саталаг 319D в Жмуді

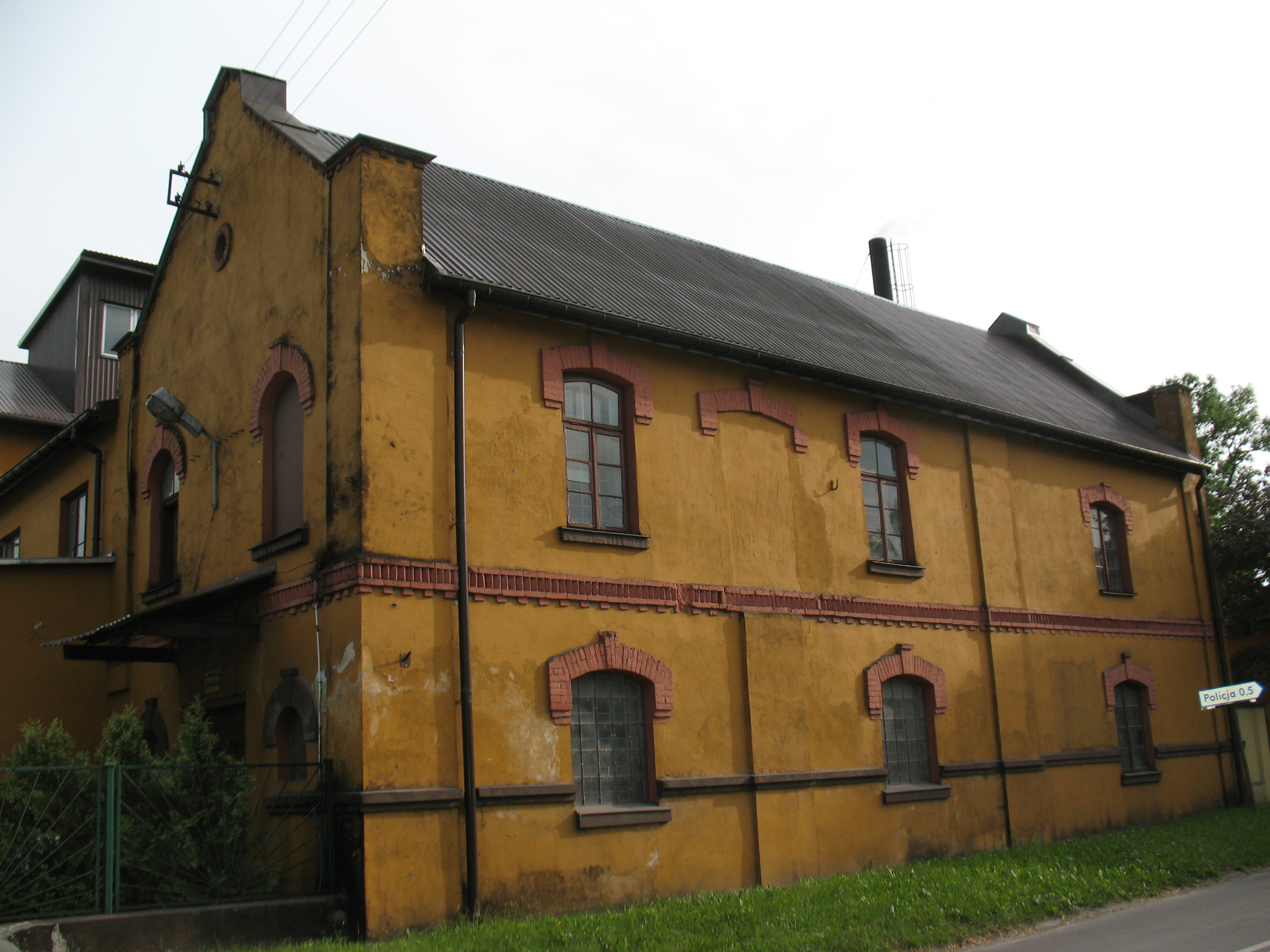
Садиба винокурні в с. Жмудь — місце сталагу 319D. Фото 2011 р.

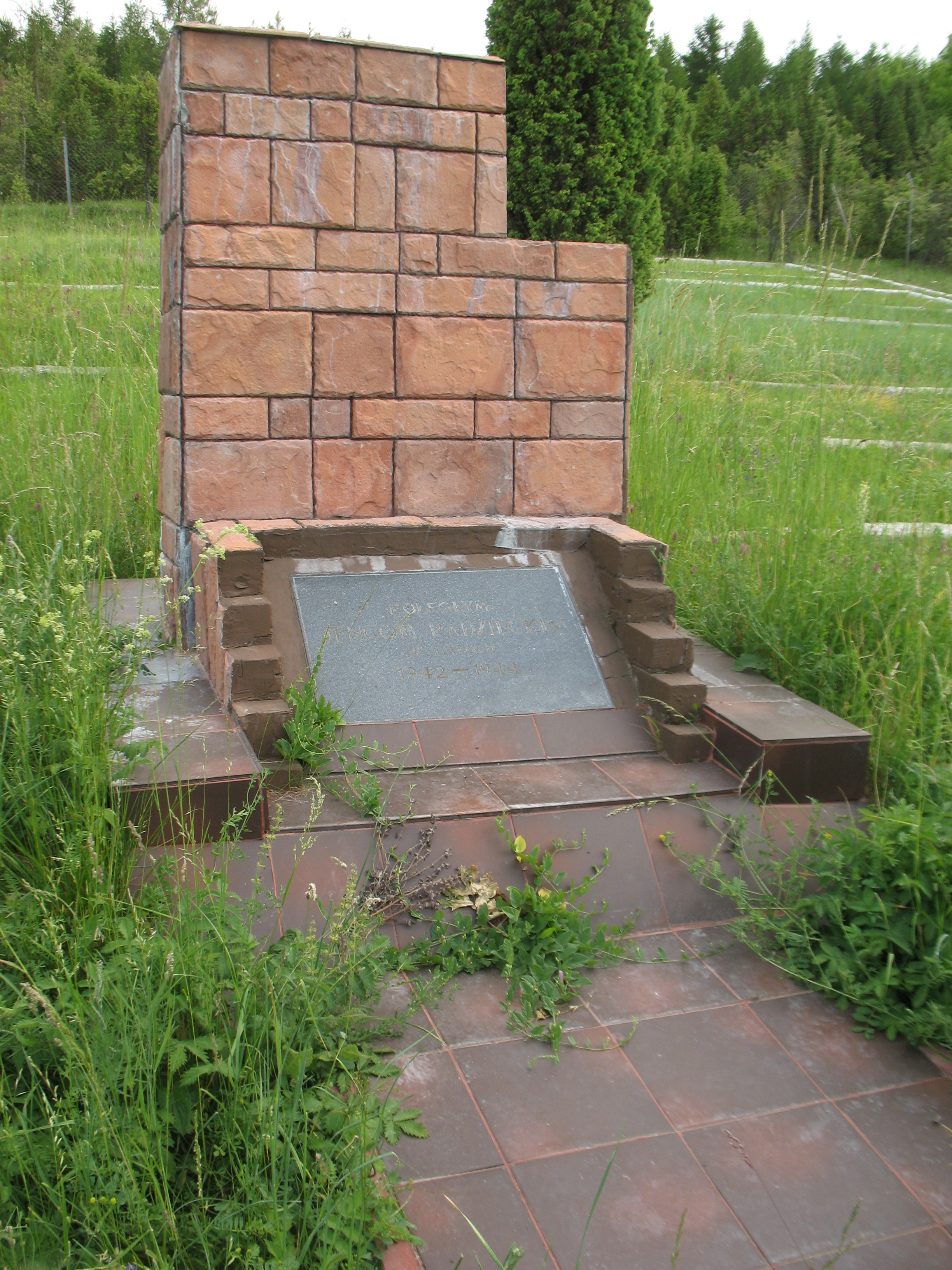
Пам'ятник на місці цвинтаря Сталагу 319D у с. Жмудь. Фото І2011 р.

У садибі довоєнної винокурні з кінця липня 1941 до жовтня 1943 р. існував табір для радянських військовополонених, який носив назву Stalag 319D. У 1941 р. він вміщав біля 6000 полонених. Полонені мешкали на терені винокурні у кількох бараках, оточених огорожею з колючого дроту, навколо якого день і вночі патрулювали німецькі охоронці озброєні автоматами. Територія табору займала 10000м2. Полонені працювали в лісництві, а також на будівництві доріг. Працювали без огляду на погоду у супроводі окриків та биття. Солдати вермахту змушували їх до праці понад фізичні можливості не дозволяючи на хоча б якийсь відпочинок. Тих, хто заслаб на праці чи пробував дістатися до картоплі, буряків чи капусти на полях, без жодного жалю пробивали багнетами чи розстрілювали на місці. Полонені спали на голих дошках без соломи. Ходили вони переважно у тій одежі, в якій їх було взято у полон. Від холоду намагалися врятуватися лише підкладаючи під одяг листя чи папір. В таборі не було жодної медичної допомоги, полонених косили епідемії тифу та дизентерії. Багато з них було розстріляно у результаті репресій за втечі товаришів чи при ліквідації «небажаних».
На узгір'ї на відстані 1000 м від території колишнього табору розташований цвинтар — місце поховання військовополонених. Наразі він має абриси прямокутника 32×28 м. До 1949 р. на ньому було оформлено 10 земляних надгробків по 5 в кожному ряду. Остаточно цвинтар було оформлено у 1964 р. Наразі він займає поверхню 0.09 га, його центральним об'єктом є пам'ятник з каміння з написом польською мовою «Полеглим радянським військовополоненим в 1942-44 рр».